# Hoofdklasse hockey heren 2003/04
Het seizoen 2003/04 is de 31ste editie van de herenhoofdklasse waarin onder de KNHB-vlag om het landskampioenschap hockey werd gestreden. De competitie bestond uit 22 speelronden met na afloop de play offs om het landskampioenschap en voor het eerst ook om promotie/degradatie.
In het voorgaande jaar degradeerden Rotterdam en Hattem rechtstreeks. Hiervoor kwamen EMHC en Laren in de plaats.
Amsterdam werd voor de 5de keer landskampioen en onderin degradeerden Hurley rechtstreeks en EMHC door verlies in de nacompetitie. 

## Eindstand
Na 22 speelronden was de eindstand:
| #  | Club              | GS | W  | G | V  | P  | DV       | DT       | DS  |
| -- | ----------------- | -- | -- | - | -- | -- | -------- | -------- | --- |
| 1  | Oranje Zwart      | 22 | 18 | 2 | 2  | 56 | 69 - 40  | 69 - 40  | +29 |
| 2  | Klein Zwitserland | 22 | 16 | 2 | 4  | 50 | 80 - 42  | 80 - 42  | +38 |
| 3  | Amsterdam         | 22 | 15 | 3 | 4  | 48 | 90 - 50  | 90 - 50  | +40 |
| 4  | Bloemendaal       | 22 | 13 | 3 | 6  | 42 | 68 - 50  | 68 - 50  | +18 |
| 5  | Den Bosch         | 22 | 12 | 3 | 7  | 39 | 65 - 45  | 65 - 45  | +20 |
| 6  | SCHC              | 22 | 9  | 5 | 8  | 32 | 40 - 41  | 40 - 41  | -1  |
| 7  | Pinoké            | 22 | 8  | 5 | 9  | 29 | 54 - 60  | 54 - 60  | -6  |
| 8  | HGC               | 22 | 7  | 4 | 11 | 25 | 53 - 46  | 53 - 46  | +7  |
| 9  | Kampong           | 22 | 7  | 4 | 11 | 25 | 55 - 58  | 55 - 58  | -3  |
| 10 | Laren             | 22 | 6  | 5 | 11 | 23 | 49 - 63  | 49 - 63  | -14 |
| 11 | EMHC              | 22 | 1  | 1 | 20 | 4  | 36 - 114 | 36 - 114 | -78 |
| 12 | Hurley            | 22 | 0  | 3 | 19 | 3  | 31 - 81  | 31 - 81  | -50 |

### Legenda
| Afk.         | Betekenis                                                                               |
| ------------ | --------------------------------------------------------------------------------------- |
| GS           | aantal gespeelde wedstrijden                                                            |
| W            | aantal gewonnen wedstrijden                                                             |
| G            | aantal gelijk gespeelde wedstrijden                                                     |
| V            | aantal verloren wedstrijden                                                             |
| P            | totaal aantal punten                                                                    |
| DV           | aantal gemaakte doelpunten                                                              |
| DT           | aantal doelpunten tegen                                                                 |
| DS           | doelsaldo                                                                               |
| Amsterdam    | Landskampioen Amsterdam plaatst zich voor de Europacup I 2005                           |
| Oranje Zwart | Winnaar reguliere competitie Oranje Zwart plaatst zich voor de Europacup II 2005        |
| Bloemendaal  | Bloemendaal en Klein Zwitserland hebben zich alleen weten te plaatsen voor de play offs |
| Laren        | Laren heeft zich weten te handhaven dankzij winst in de play offs                       |
| EMHC         | EMHC is gedegradeerd door verlies in de play offs                                       |
| Hurley       | Hurley is rechtstreeks gedegradeerd                                                     |

## Uitslagen reguliere competitie
Informatie: Zonder de play-offs.

De thuisspelende ploeg staat in de linkerkolom.
|                   | AMS  | BLO | DBO | EMH | HGC | HUR | KAM | HKZ | LAR | ORA | PIN | SCH |
| ----------------- | ---- | --- | --- | --- | --- | --- | --- | --- | --- | --- | --- | --- |
| Amsterdam         |      | 4–2 | 3–2 | 9–1 | 1–2 | 3–2 | 5–3 | 3–4 | 7–1 | 6–0 | 5–3 | 1–1 |
| Bloemendaal       | 4–4  |     | 5–4 | 3–2 | 3–1 | 4–0 | 4–2 | 3–2 | 3–4 | 3–5 | 3–1 | 3–0 |
| Den Bosch         | 1–0  | 2–4 |     | 9–3 | 3–2 | 5–1 | 8–3 | 3–2 | 2–3 | 4–1 | 1–1 | 0–3 |
| EMHC              | 3–10 | 0–3 | 2–5 |     | 1–9 | 2–1 | 1–4 | 3–5 | 1–3 | 1–4 | 2–4 | 1–6 |
| HGC               | 2–3  | 2–6 | 2–2 | 6–1 |     | 6–0 | 1–1 | 2–3 | 3–2 | 0–1 | 0–1 | 1–0 |
| Hurley            | 4–5  | 1–3 | 1–3 | 2–2 | 1–3 |     | 1–7 | 3–5 | 2–4 | 1–3 | 1–3 | 1–2 |
| Kampong           | 1–3  | 2–3 | 1–3 | 6–2 | 5–3 | 2–2 |     | 0–4 | 3–3 | 0–1 | 3–2 | 2–1 |
| Klein Zwitserland | 4–5  | 2–2 | 4–0 | 5–0 | 2–1 | 5–2 | 4–2 |     | 4–2 | 1–2 | 4–0 | 4–0 |
| Laren             | 2–5  | 2–2 | 1–1 | 7–3 | 2–1 | 2–2 | 1–4 | 0–3 |     | 3–3 | 1–2 | 1–2 |
| Oranje Zwart      | 2–0  | 3–2 | 2–1 | 5–1 | 4–2 | 5–0 | 2–1 | 4–4 | 6–4 |     | 6–1 | 2–0 |
| Pinoké            | 4–6  | 5–2 | 1–2 | 5–4 | 3–3 | 3–1 | 1–1 | 4–5 | 2–0 | 3–5 |     | 3–3 |
| SCHC              | 2–2  | 2–1 | 0–4 | 3–0 | 1–1 | 4–2 | 3–2 | 1–4 | 2–1 | 2–3 | 2–2 |     |

## Topscorers
| #  | Speler               | Club              | Goals |
| -- | -------------------- | ----------------- | ----- |
| 1. | David Mathews        | Amsterdam         | 34    |
| 2. | Sander Dreesmann     | Klein Zwitserland | 30    |
| 3. | Matthew Hetherington | EMHC              | 25    |
| 4. | Matthijs Brouwer     | Den Bosch         | 22    |
| 5. | Xavier Reckinger     | Oranje Zwart      | 21    |
| 6. | Taeke Taekema        | Klein Zwitserland | 20    |
| 7. | Martijn van Hasselt  | Bloemendaal       | 19    |
| 8. | Bram Lomans          | HGC               | 18    |
| 8. | Roderick Weusthof    | Kampong           | 18    |
| 9. | Tjeerd Steller       | SCHC              | 16    |
| 9. | Jasper Stoter        | Laren             | 16    |

## Play offs kampioenschap
Bloemendaal, Amsterdam, Oranje Zwart en Klein Zwitserland hadden zich na de reguliere competitie geplaatst voor de play offs.
Eerste halve finales
| 12 mei 2004                                  |           |                               |                                                     |
| Bloemendaal                                  | 2-1 (0-0) | Oranje Zwart                  | Scheidsrechters: Erik Klein Nagelvoort Peter Elders |
| 46. Okke Mönking 1-1 54. Teun de Nooijer 2-1 |           | 36. Xavier Reckinger (sc) 0-1 | Scheidsrechters: Erik Klein Nagelvoort Peter Elders |

| 15 mei 2004                                                                                                 |           |             |                                                    |
| Oranje Zwart                                                                                                | 4-0 (3-0) | Bloemendaal | Scheidsrechters: Ernst-Jan van Putten Rob ten Cate |
| 2. Xavier Reckinger (sc) 1-0 5. Christian Kurtz 2-0 13. Xavier Reckinger (sc) 3-0 62. Xavier Reckinger 4-0. |           |             | Scheidsrechters: Ernst-Jan van Putten Rob ten Cate |

| 16 mei 2004                                                 |           |                                                                                          |                                             |
| Oranje Zwart                                                | 2-3 (1-2) | Bloemendaal                                                                              | Scheidsrechters: Peter Elders Roel van Eert |
| 14. Xavier Reckinger (sc) 1-0 58. Xavier Reckinger (sc) 2-2 |           | 33. Lars Stalling (sc)1-1 35. Okke Mönking 1-2 78. Martijn van Hasselt 3-2 (golden goal) | Scheidsrechters: Peter Elders Roel van Eert |

Tweede halve finales
| 12 mei 2004                                                            |           |                                                         |                                             |
| Amsterdam                                                              | 3-2 (2-2) | Klein Zwitserland                                       | Scheidsrechters: Roel van Eert Rob ten Cate |
| 8. Kristiaan Timman 1-0 9. Marten Eikelboom 2-0 60. Robin de Vries 3-2 |           | 33. Laurence Docherty (sc) 2-1 34. Sander Dreesmann 2-2 | Scheidsrechters: Roel van Eert Rob ten Cate |

| 15 mei 2004                                                                   |           |                                                                                                 |                                               |
| Klein Zwitserland                                                             | 3-4 (2-2) | Amsterdam                                                                                       | Scheidsrechters: Peter Elders Maarten Boskamp |
| 16. Max Caldas (sc) 1-2 25. Taeke Taekema (sc) 2-2 69. Martijn van Mierlo 3-4 |           | 7. Timo Bruinsma 0-1 12. Marten Eikelboom 0-2 43. Robin de Vries 2-3 68. Onno van Brunschot 2-4 | Scheidsrechters: Peter Elders Maarten Boskamp |

Finale
| 20 mei 2004                     |           |                                                                               |                                                                                      |
| Bloemendaal                     | 1-3 (0-2) | Amsterdam                                                                     | Sportpark 't Kopje, Bloemendaal Scheidsrechters: Erik Klein Nagelvoort Roel van Eert |
| 7. Martijn van Hasselt (sc) 1-2 |           | 3. David Mathews (sc) 0-1 11. David Mathews 0-2 61. Marten Eikelboom (sc) 1-3 | Sportpark 't Kopje, Bloemendaal Scheidsrechters: Erik Klein Nagelvoort Roel van Eert |

| 22 mei 2004                                                                               |           |             |                                                                        |
| Amsterdam                                                                                 | 3-0 (1-0) | Bloemendaal | Wagener-stadion, Amstelveen Scheidsrechters: Rob ten Cete Peter Elders |
| 14. David Mathews (sb) 1-0 45. David Mathews (sb) 2-0 58. Paul Frederik van Esseveldt 3-0 |           |             | Wagener-stadion, Amstelveen Scheidsrechters: Rob ten Cete Peter Elders |

Amsterdam kampioen hoofdklasse heren 2003/04.

## Promotie/Degradatie play offs
De als 10de en 11de geëindigde hoofdklassers Laren en EMHC moesten zich via deze play offs proberen te handhaven in de hoofdklasse. Tilburg en Breda zijn kampioen geworden van de overgangsklasse en moeten uitmaken wie de opengevallen plaats in de hoofdklasse overneemt van Hurley.
Play off rechtstreekse promotie
|            |         |       |       |  |
| 5 mei 2004 | Tilburg | 3 - 4 | Breda |  |
| 5 mei 2004 |         |       |       |  |

|            |       |       |         |  |
| 8 mei 2004 | Breda | 4 - 3 | Tilburg |  |
| 8 mei 2004 |       |       |         |  |

Breda is gepromoveerd en Tilburg neemt het op tegen EMHC om promotie/handhaving. De nummers 2 van de beide overgangsklassen Eindhoven en Victoria nemen het tegen elkaar op om te bepalen wie in de tweede serie play offs het dan op mag nemen tegen Laren.
Play off nummers 2 overgangsklasse
|            |          |       |           |  |
| 5 mei 2004 | Victoria | 3 - 2 | Eindhoven |  |
| 5 mei 2004 |          |       |           |  |

|            |           |       |          |  |
| 8 mei 2004 | Eindhoven | 3 - 1 | Victoria |  |
| 8 mei 2004 |           |       |          |  |

|            |           |       |          |  |
| 9 mei 2004 | Eindhoven | 2 - 0 | Victoria |  |
| 9 mei 2004 |           |       |          |  |

Victoria terug naar overgangsklasse en Eindhoven speelt play off tegen Laren.
Play offs tweede serie
|             |         |       |      |  |
| 15 mei 2004 | Tilburg | 4 - 3 | EMHC |  |
| 15 mei 2004 |         |       |      |  |

|             |           |       |       |  |
| 15 mei 2004 | Eindhoven | 1 - 2 | Laren |  |
| 15 mei 2004 |           |       |       |  |

|             |      |               |         |  |
| 16 mei 2004 | EMHC | 1 - 2         | Tilburg |  |
| 16 mei 2004 |      | (golden goal) |         |  |

|             |       |                    |           |  |
| 16 mei 2004 | Laren | 1 - 1              | Eindhoven |  |
| 16 mei 2004 |       | wns na strafballen |           |  |

|             |           |               |       |  |
| 20 mei 2004 | Eindhoven | 1 - 2         | Laren |  |
| 20 mei 2004 |           | (golden goal) |       |  |

Laren handhaaft zich en Tilburg promoveert naar de hoofdklasse. EMHC degradeert naar de overgangsklasse.
Nederlands landskampioenschap:

1897/98 ·
1898/99 ·
1899/00 ·
1900/01 ·
1901/02 ·
1902/03 ·
1903/04 ·
1904/05 ·
1905/06 ·
1906/07 ·
1907/08 ·
1908/09 ·
1909/10 ·
1910/11 ·
1911/12 ·
1912/13 ·
1913/14 ·
1914/15 ·
1915/16 ·
1916/17 ·
1917/18 ·
1918/19 ·
1919/20 ·
1920/21 ·
1921/22 ·
1922/23 ·
1923/24 ·
1924/25 ·
1925/26 ·
1926/27 ·
1927/28 ·
1928/29 ·
1929/30 ·
1930/31 ·
1931/32 ·
1932/33 ·
1933/34 ·
1934/35 ·
1935/36 ·
1936/37 ·
1937/38 ·
1938/39 ·
1939/40 ·
1940/41 ·
1941/42 ·
1942/43 ·
1943/44 ·
1944/45 ·
1945/46 ·
1946/47 ·
1947/48 ·
1948/49 ·
1949/50 ·
1950/51 ·
1951/52 ·
1952/53 ·
1953/54 ·
1954/55 ·
1955/56 ·
1956/57 ·
1957/58 ·
1958/59 ·
1959/60 ·
1960/61 ·
1961/62 ·
1962/63 ·
1963/64 ·
1964/65 ·
1965/66 ·
1966/67 ·
1967/68 ·
1968/69 ·
1969/70 ·
1970/71 ·
1971/72 ·
1972/73
Hoofdklasse heren:

1973/74 · 
1974/75 · 
1975/76 · 
1976/77 · 
1977/78 · 
1978/79 · 
1979/80 · 
1980/81 · 
1981/82 · 
1982/83 · 
1983/84 · 
1984/85 · 
1985/86 · 
1986/87 · 
1987/88 · 
1988/89 · 
1989/90 · 
1990/91 · 
1991/92 · 
1992/93 · 
1993/94 · 
1994/95 · 
1995/96 · 
1996/97 · 
1997/98 · 
1998/99 · 
1999/00 · 
2000/01 · 
2001/02 · 
2002/03 · 
2003/04 · 
2004/05 · 
2005/06 · 
2006/07 · 
2007/08 · 
2008/09 · 
2009/10 · 
2010/11 · 
2011/12 · 
2012/13 ·
2013/14 ·
2014/15 ·
2015/16 ·
2016/17 ·
2017/18 ·
2018/19 ·
2019/20 ·
2020/21 ·
2021/22 ·
2022/23 ·
2023/24 ·
2024/25 ·
Nederlandse competities: Hoofdklasse (zaal) · Promotieklasse · Overgangsklasse · Eerste klasse · Tweede klasse · Derde klasse · Vierde klasse · Gold Cup · Silver Cup

Nederlands kampioenschap: Lijst van Nederlandse landskampioenen hockey · Lijst van Nederlandse landskampioenen zaalhockey

Europese competities: Euro Hockey League · Europacup I · Europa Cup II · Europacup zaalhockey